# ویرایی
ویرایی، روستایی از توابع بخش مرکزی شهرستان اسدآباد در استان همدان ایران است. مردم این روستا جز مردم لر هستند به زبان لری سخن میگویند. و روستای خود را با گویش محلی به نام شیرزلی مینامند. محصولات این روستا گردو، آلو، بادام و انگور است. مرسوم ترین راه ارتباطی با این روستا از شهرستان اسدآباد می‌باشد.

## جمعیت
این روستا در دهستان سید جمال‌الدین قرار دارد و براساس سرشماری مرکز آمار ایران در سال ۱۳۹۵، جمعیت آن ۲۰۹ نفر (۸۵خانوار) بوده‌است.

## محصولات
شرایط جغرافیایی منطقه باعث شده که هوای روستا بسیار سرد باشد به همین دلیل محصولات سردسیری بیشتر در آنجا موجود است. از محصولات این روستا می‌توان گردو، گیاهان دارویی، دوشاب (شیره انگور)، عسل، بادام، آلو و زرد آلو را برشمرد.

## توپوگرافی
شکل روستا به صورت کوهپایه‌ای بوده و خانه‌ها به صورت پلکانی در کنار هم قرار گرفته‌اند. بافت روستا یک بافت کاملاً متراکمی می‌باشد که این فرم روستا را می‌توان دلیلی بر امنیت و دوری از خطرات منطقه در شکل‌گیری روستا نام برد.